# Diário de Notícias (Madeira)

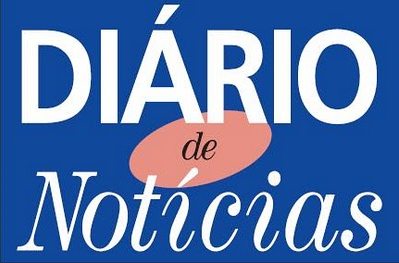
Antigo logótipo do DN

O Diário de Notícias é um jornal centenário madeirense, sedeado no Funchal, com uma tiragem média, em janeiro de 2016, de 10 854 exemplares. É, também, o jornal regional português de maior expansão e circulação, e conta com cerca de 5 600 assinantes. Teve um suplemento semanal aos domingos, a revista MAIS. É detido em 77% pelo Grupo Sousa S.A., empresa à qual foram e são adjudicados um número relevante de contratos públicos, sendo a restante percentagem detida pelo Grupo Blandy.

## História
Foi fundado a 12 de outubro de 1876 pelo cónego Alfredo César de Oliveira, homem de notável cultura, enérgico parlamentar, e ardoroso polemista. Considerando a sua formação intelectual de jornalista de combate, o cónego imprimiu desde a primeira hora ao seu diário uma feição predominantemente noticiosa, abarcando o maior número de factos regionais, de modo a cativar e interessar todas as camadas sociais, não deixando de agitar e defender os reais problemas madeirenses. Publicaram-se no mesmo ano (1876) com carácter periódico cinco jornais: “A Verdade”, “A Aurora Liberal”, “A Aurora Literária”, “Estrela Académica” e o “Liberal”. O diferencial residia no facto de o novo periódico se apresentar como publicação diária, arrojo que pareceu a muitos irrealizável. No primeiro número destaca-se no editorial uma frase que traduz o carácter e objectivos do periódico:
«...pugnaremos, quanto em nós couber pelos interesses desta povoação.»
Tristão Vaz Teixeira de Bettencourt da Câmara, 1.º Barão de Jardim do Mar, foi seu diretor e proprietário.
A 5 de Outubro de 1911, aquando da inauguração da rede telefónica do Funchal, primeira comunicação telefónica estabeleceu-se entre a sede do Diário de Notícias e a Estação Central, onde se encontrava Manuel Augusto Martins, à data governador do Distrito do Funchal.
Desde 2005, aquando da aquisição da Lusomundo Serviços, pertence ao grupo Controlinveste (agora Global Media Group).
Em 2010, na 12.ª edição do “European Newspaper Award”, o Diário de Notícias da Madeira foi premiado com o título “Jornal Europeu do Ano”, na categoria de jornal local, uma distinção inédita na história do jornalismo da Madeira.